# قزل أغاج (بابارشاني)
قزل أغاج (بالفارسية: قزل آغاج) هي قرية تقع في إيران في قسم بابارشاني الريفي. يقدر عدد سكانها بـ 67 نسمة بحسب إحصاء 2016.